# Macedonia en los Juegos Paralímpicos de Río de Janeiro 2016
Macedonia estuvo representada en los Juegos Paralímpicos de Río de Janeiro 2016 por dos deportistas, un hombre y una mujer. El equipo paralímpico macedonio no obtuvo ninguna medalla en estos Juegos.